# Albinia

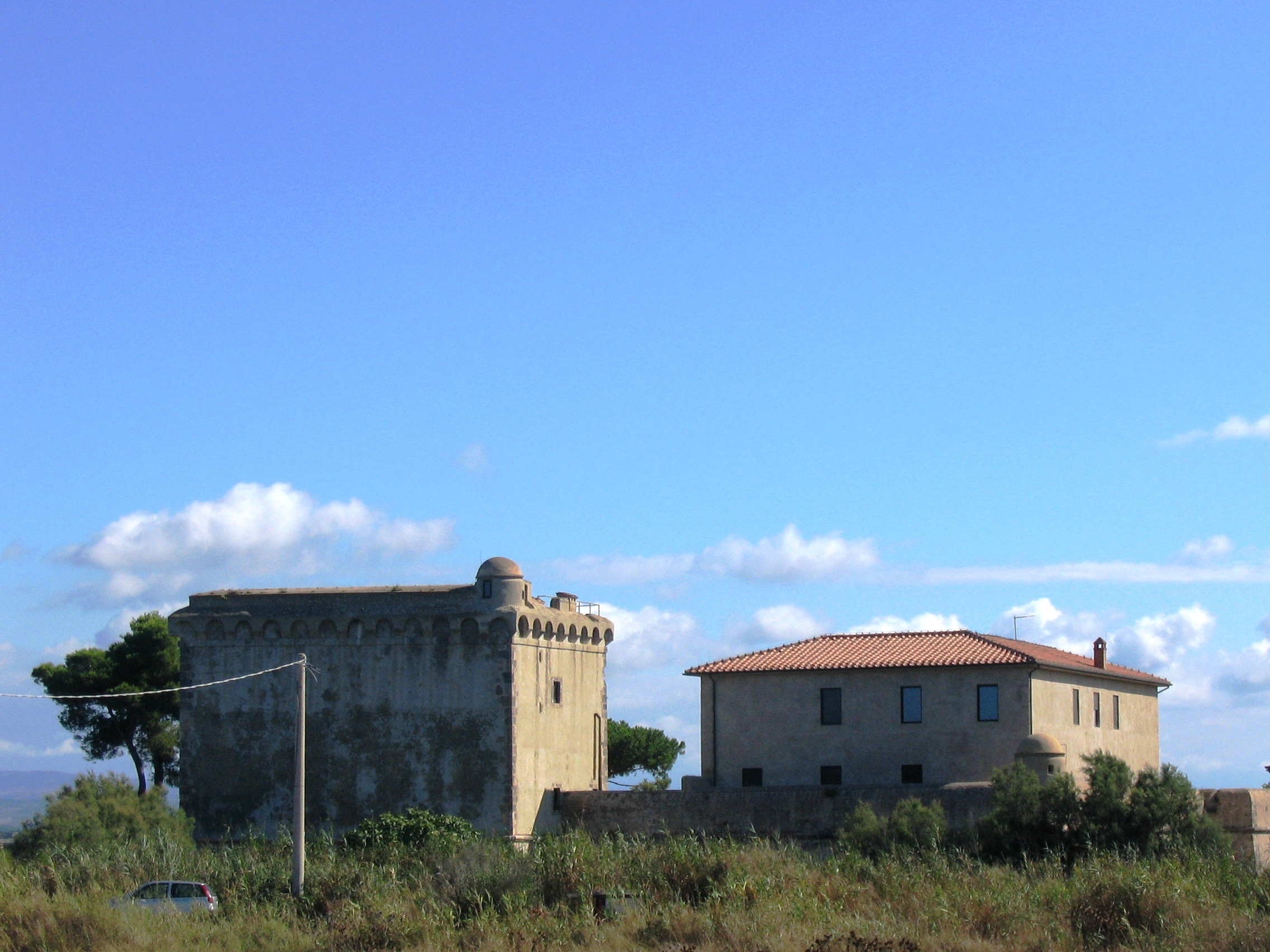
Albinias Fortezza delle Saline

Albinia ist ein Ortsteil (Fraktion, italienisch frazione) von Orbetello in der Provinz Grosseto, Toskana, Italien.

## Geografie
Der Ort liegt etwa sieben Kilometer nördlich des Hauptortes Orbetello. Die Provinzhauptstadt Grosseto liegt ca. 30 Kilometer nördlich. Der Ort liegt zwei Meter über dem Meeresspiegel und hatte 2011 ca. 3.000 Einwohner. Er ist damit der größte Ortsteil von Orbetello.
Albinia liegt ein wenig oberhalb der nördlichen Nehrung (Tombolo) Tombolo di Giannella, die den Monte Argentario mit dem Festland verbindet. Zwischen Nehrung und Albinia liegt die Fortezza delle Saline, die den Ort seit Jahrhunderten beschützt. Der Ort liegt am Fluss Albegna, der hier in das Tyrrhenische Meer mündet.

## Sehenswürdigkeiten
- Chiesa di Maria Santissima delle Grazie, 1957 fertiggestellte Kirche im Ortskern, entworfen vom Ingenieur Ernesto Ganelli.
- Fortezza delle Saline, auch Torre delle Saline[2] oder Forte delle Saline genannt. Entstand in der zweiten Hälfte des 15. Jahrhunderts als Festung und Zollstation. In der Neuzeit diente die Anlage bis 1962 der lokalen Guardia di Finanza, heute ist das Gebäude in Privatbesitz.[3]

## Verkehr
- Albinia liegt an der historischen Via Aurelia und an der heutigen Strada Statale 1 Via Aurelia, die Teil der Autostrada A12 ist.
- Der Ort hat einen Haltepunkt an der Bahnstrecke Pisa–Rom.